# Bole so nihal
Bole so nihal (ou jo bohe so nihal, punjabi : ਬੋਲੇ ਸੋ ਨਿਹਾਲ ) est un slogan sikh désigné sous le nom générique de jaikara, terme qui se traduit par cri de victoire, de joie. À cette expression, l'assemblée répond Sat Sri Akal.

## Traduction
Bole so nihal peut se traduire par que tous ceux qui sont sauvés disent, et, la réponse est la Vérité est éternelle. 

## Utilisation
C'est une formulation utilisée dans les temples sikhs, les gurdwaras lors de différents temps religieux, et, Bole so nihal est aussi chanté lors de cérémonies d'honneur comme le saropa, une réunion pour remercier une personne qui a aidé la communauté. Par exemple, à la fin de l'Ardas, la prière sikhe la plus célèbre, l'officiant et les croyants utilisent cette prière joyeuse.
Sat Sri Akal est aussi une expression de salutation dite par exemple lorsque deux sikhs se rencontrent à l'étranger ; elle se veut porteuse de foi dans une humanité unie et digne.

## Historique
Historiquement, ces exhortations ont été mises en place par un des gourous fondateurs du sikhisme, Guru Gobind Singh lorsque les Moghols avaient envahient l'Inde. Les historiens s'accordent à dire que ce slogan a été établi lors de la création de la fraternité du Khalsa en 1699.